# Ричард Хиб
Ричард Джеймс Хиб (на английски: Richard James Hieb) е американски астронавт, участник в три космически полета.

## Образование
Ричард Хиб завършва гимназия в родния си град. През 1977 г. се дипломира в Северозападния университет на Нампа, Айдахо като бакалавър по физика. През 1979 г. завършва университета в Боулдър, Колорадо с магистърска степен по аерокосмическо инженерство.

## Служба в НАСА
Ричард Хиб започва работа в НАСА веднага след дипломирането си, през 1979 г. Работи в секцията по планиране на екипажите. Включен е в екипа за контрол на мисията по време на първия полет по програмата Спейс шатъл – STS-1. Избран е за астронавт от НАСА на 4 юни 1985 г., Астронавтска група №11. През юли 1986 г. завършва общия курс на обучение. Той взема участие в три космически полета. Има 750 часа в космоса и 17 часа извънкорабна дейност.

### Полети
| Космически полети на Ричард Джеймс Хиб                           | Космически полети на Ричард Джеймс Хиб | Космически полети на Ричард Джеймс Хиб | Космически полети на Ричард Джеймс Хиб | Космически полети на Ричард Джеймс Хиб            | Космически полети на Ричард Джеймс Хиб | Космически полети на Ричард Джеймс Хиб |
| №                                                                | Дата                                   | КК                                     | Емблема на мисията                     | Функции                                           | Продължителност                        |                                        |
| ---------------------------------------------------------------- | -------------------------------------- | -------------------------------------- | -------------------------------------- | ------------------------------------------------- | -------------------------------------- | -------------------------------------- |
| 1                                                                | 28 април 1991                          | „Дискавъри“, мисия STS-39              |                                        | Специалист на мисията                             | 8 денонощия 07 часа 22 мин. 23 сек.    |                                        |
| 2                                                                | 7 май 1992                             | „Индевър“, мисия STS-49                |                                        | Специалист на мисията                             | 8 денонощия 21 часа 17 мин. 38 сек.    |                                        |
| 3                                                                | 8 юли 1994                             | „Колумбия“, мисия STS-65               |                                        | Специалист на мисията, Командир на полезния товар | 14 денонощия 17 часа 55 мин. 00 сек.   |                                        |
| Сумарно време в космоса – 31 денонощия 22 часа 34 минути 01 сек. |                                        |                                        |                                        |                                                   |                                        |                                        |